# Tephritis pentagonella
Tephritis pentagonella är en tvåvingeart som först beskrevs av Mario Bezzi 1928.  Tephritis pentagonella ingår i släktet Tephritis och familjen borrflugor.
Artens utbredningsområde är Fiji. Inga underarter finns listade i Catalogue of Life.